# Mesochorus triquetrus
Mesochorus triquetrus là một loài tò vò trong họ Ichneumonidae.